# ケーブルテレビaikis
ケーブルテレビaikisは、和歌山県田辺市に本社を置く、株式会社サイバーリンクスが運営するケーブルテレビ局である。
2010年7月1日、親会社であるサイバーリンクスに吸収合併されたテレコムわかやまの事業を継承した。

## 概略
- 1986年12月15日 - 田辺市や県、地元企業などの共同出資で設立。
- 1996年 - インターネットプロバイダ事業開始＜愛称：aikis＞
- 2008年4月1日 - ケーブルテレビ事業開始＜愛称：ケーブルテレビaikis＞

## サービスエリア
- 田辺市（旧龍神村、旧中辺路町、旧大塔村）

## 主な放送チャンネル

### テレビ局
- 地上波放送局

| デジタル | 放送局         |
| -------- | -------------- |
| ○        | NHK和歌山総合  |
| ○        | NHK教育        |
| ○        | 毎日放送       |
| ○        | テレビ和歌山   |
| ○        | 朝日放送       |
| ○        | 関西テレビ     |
| ○        | よみうりテレビ |

- コミュニティチャンネル等

| 放送局                        |
| ----------------------------- |
| aikisコミュニティーチャンネル |
| QVC                           |